# Escobaria deserti
Escobaria deserti ist eine Pflanzenart in der Gattung Escobaria aus der Familie der Kakteengewächse (Cactaceae). Das Artepitheton deserti stammt aus dem Lateinischen und bedeutet ‚aus der Wüste‘.

## Beschreibung
Escobaria deserti wächst einzeln. Die zylindrischen Triebe erreichen Wuchshöhen von 8 bis 15 Zentimeter und Durchmesser von 6 bis 9 Zentimeter. Ihre Warzen sind 15 bis 18 Millimeter lang. Die Dornen lassen sich nur schwierig in Mittel- und Randdornen unterscheiden. Die vier bis sechs kräftigen, weißen Mitteldornen besitzen eine rote Spitze und weisen Längen von 1,2 bis 2 Zentimeter auf. Die zwölf bis 20 weißen Randdornen sind 1 bis 1,2 Zentimeter lang.
Die gelbgrünen bis strohgelben bis rostfarbenen oder braunen Blüten weisen Durchmesser von 2,5 bis 4,5 Zentimeter auf. Die Früchte sind bis zu 2,5 Zentimeter lang.

## Systematik und Verbreitung
Escobaria deserti ist in den Vereinigten Staaten im Süden von Nevada, im Osten von Kalifornien, im Südwesten von Utah sowie im Nordwesten von Arizona verbreitet.
Die Erstbeschreibung als Mammillaria deserti durch George Engelmann wurde 1880 veröffentlicht. Franz Buxbaum stellte die Art 1951 in die Gattung Escobaria. Weitere nomenklatorische Synonyme sind Cactus radiosus var. deserti (Engelm.) J.M.Coult. (1894), Mammillaria radiosa var. deserti (Engelm.) K.Schum. (1898), Mammillaria radiosa f. deserti (Engelm.) Schelle (1907), Coryphantha deserti (Engelm.) Britton & Rose (1923), Mammillaria arizonica var. deserti (Engelm.) Davidson & Moxley (1923), Mammillaria vivipara var. deserti (Engelm.) L.D.Benson (1944), Coryphantha vivipara var. deserti (Engelm.) W.T.Marshall (1950), Coryphantha chlorantha var. deserti (Engelm.) Backeb. (1961) und Escobaria vivipara (Engelm.) D.R.Hunt (1978).

## Nachweise